# Соус Карузо
Со́ус Кару́зо (ісп. salsa Caruso) — теплий соус з вершків (48-60 % жиру), шинки, сиру, грибів та яловичого бульйону. Часом додають цибулю, часник, свіжі трави та горіхи. Подається з макаронами (зазвичай капелеті).

## Історія
Вперше соус Карузо був створений в 1950-х роках в Уругваї, кухарем Раймундо Монті з ресторану «Маріо і Альберто» в Монтевідео. Монті хотів створити новий рецепт, що відповідав тогочасним традиціям італійської кухні. Страва була названа на честь відомого італійського оперного співака Енріко Карузо, який був популярною фігурою в Південній Америці під час гастролей 1910-х років.
Спочатку вважалося, що соус є різновидом бешамелю, але його смак суттєво відрізняється. Під час кількох кулінарних семінарів соус Карузо назвали «новим винаходом», і він здобув світове кулінарне визнання. В останні десятиліття соус стає дедалі популярнішим у більшості країн Південної Америки та Західної Європи.
Через спільні культурні традиції, які існують між Уругваєм та Аргентиною, нерідко на соус Карузо можна натрапити в меню ресторанів у Буенос-Айресі. Його можна знайти навіть в деяких бразильських ресторанах.